# Jacob Isaac van Waning (1840-1917)
Jacob Isaac van Waning (Bleiswijk, 29 juli 1840 – Den Haag, 24 december 1917) was een Nederlandse architect, ingenieur en betonfabrikant.

## Leven en werk
Van Waning werd in 1840 geboren als zoon van de Bleiswijkse burgemeester Jacob Isaac van Waning. Zijn vader overleed toen hij drie jaar oud was.
Van Waning voerde de bouwdirectie van de Westerkerk aan de Kruiskade, ontwierp de basisconstructie van een suikerfabriek in het Brabantse Leur en werd verantwoordelijk voor het voltooien en onderhouden van fort Rijnauwen bij Bunnik. Hij importeerde hardhout uit Suriname en trad op als agent voor Gwyne & Co. te Londen. In die laatste hoedanigheid voorzag hij de Nederlandse markt van centrifugaalpompmachines, bijvoorbeeld voor polders en droogmakerijen. Hij was onder andere mede-oprichter en commissaris van de N.V. Nederlandsche Fabriek van Rijtuigen en Tramwegrijtuigen (NFRT). Als architect en koopman in tropisch hardhout verzorgde hij in 1878 een van de Nederlandse inzendingen op de wereldtentoonstelling in Parijs. Hij exposeerde er honderd stuks verschillende soorten Surinaams hout, waarvoor hij van de organisatie 'une mention honorable' ontving.

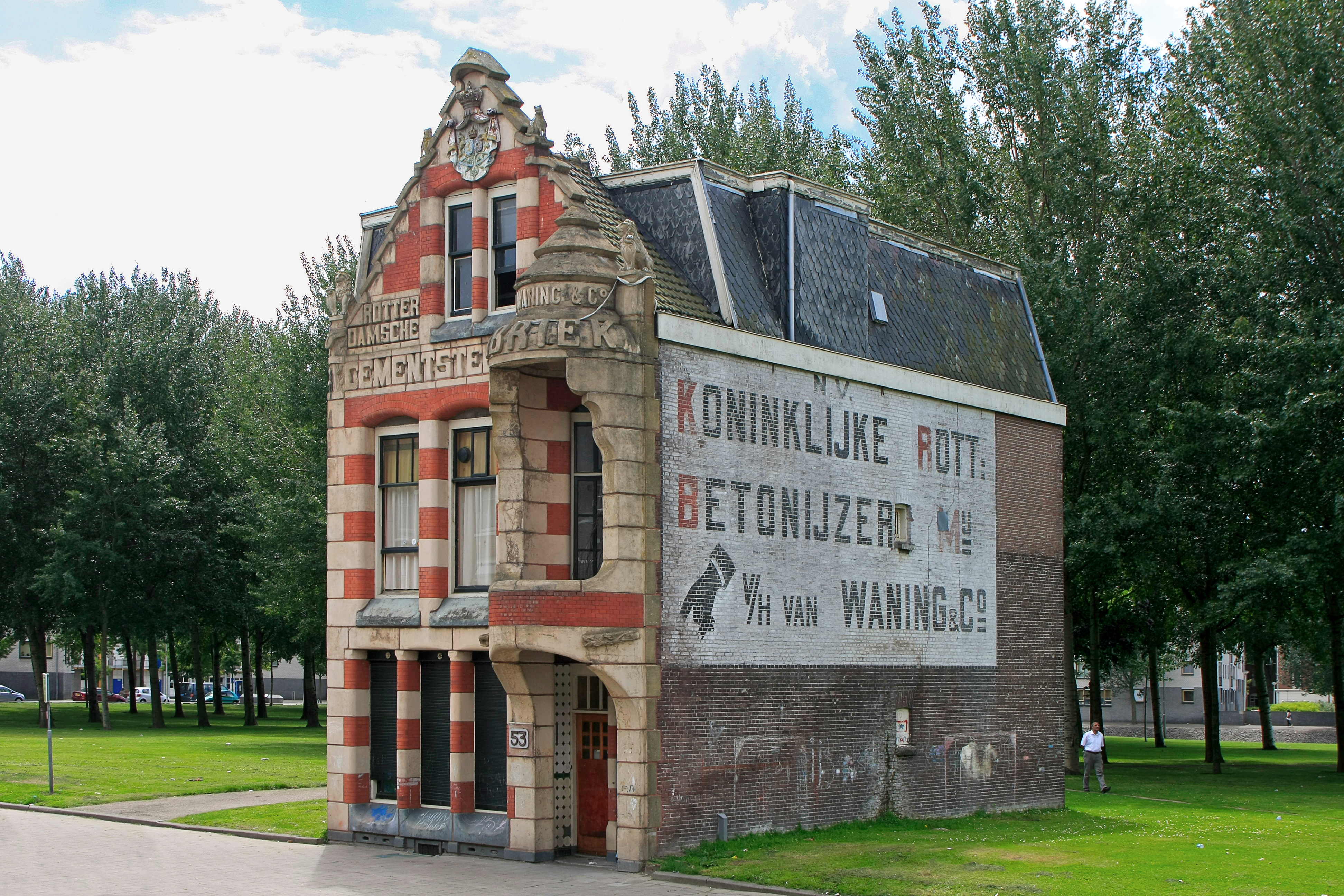
Cementsteenfabriek van Waning & Co in de Nijverheidsstraat te Rotterdam

In 1887 nam hij een failliete cementsteenfabriek over, die gevestigd was op zijn land. Op 21 juli 1888 begon hij hier de Rotterdamsche Cementsteenfabriek Van Waning en Co. In de jaren die volgden bouwde hij deze fabriek uit. In 1898 kreeg Van Waning & Co. de opdracht van koningin Emma om domein en paleis Het Loo van riolering te voorzien. Als uitvloeisel hiervan kreeg het bedrijf in 1903 het predicaat Koninklijk. Omdat Van Waning & Co. het enige bedrijf in Rotterdam was dat gewapend beton kon leveren profiteerde het bedrijf ook van de industriële ontwikkeling van die tijd. Vele bedrijfsvloeren, betongewelven voor bruggen en rioleringsstelsels zijn dan ook afkomstig van Van Waning. De voorgevel van het nieuwe hoofdkantoor aan de Nijverheidstraat werd geheel uitgevoerd in kunstzandsteen.
Toen Van Waning in 1909 de dagelijkse leiding van het bedrijf overdroeg aan de volgende generatie had het bedrijf buiten Rotterdam betonfabrieken in Enschede, Heerlen, Zutphen, Groningen en Krimpen aan den IJssel.
Van Waning vervulde tevens maatschappelijke functies als gemeenteraadslid van Delfshaven, regent van het hervormd Weeshuis, lid van het college van collectanten van de Hervormde Gemeente Rotterdam en bestuurslid van de tekenschool van Delfshaven.